# Pimpinella erythraeae
Pimpinella erythraeae är en flockblommig växtart som beskrevs av B.Armari. Pimpinella erythraeae ingår i släktet bockrötter, och familjen flockblommiga växter. Inga underarter finns listade i Catalogue of Life.